# Royal Rumble (2002)
Royal Rumble (2002) — пятнадцатое в истории рестлинг-шоу Royal Rumble, организованное World Wrestling Federation (WWF, ныне WWE). Оно состоялось 20 января 2002 года в Атланте, Джорджия на «Филипс-арена».
Главным событием стал матч «Королевская битва» 2002 года, который выиграл Трипл Эйч, последним выбросил Курта Энгла.

## Результаты
| №                               | Результаты                                                                                          | Условия                                                                       | Время   |
| ------------------------------- | --------------------------------------------------------------------------------------------------- | ----------------------------------------------------------------------------- | ------- |
| 1                               | Спайк Дадли и Тэзз (c) победили «Братьев Дадли» (Бубба Рэй Дадли и Ди-Вон Дадли) (со Стейси Киблер) | Командный матч за титул командных чемпионов WWF                               | 5:06    |
| 2                               | Уильям Ригал победил Эджа (c)                                                                       | Матч один на один за титул интерконтинентального чемпиона WWF                 | 9:45    |
| 3                               | Триш Стратус (c) победила Джазз                                                                     | Матч один на один за титул женского чемпиона WWF. Специальный рефери — Жаклин | 3:43    |
| 4                               | Рик Флэр победил Мистера Макмэна                                                                    | Уличная драка                                                                 | 14:55   |
| 5                               | Крис Джерико (c) победил Скалу                                                                      | Матч один на один за титул неоспоримого чемпиона WWF                          | 18:48   |
| 6                               | Трипл Эйч выиграл «Королевскую битву»                                                               | Матч «Королевская битва» 30-ти рестлеров                                      | 1:09:22 |
| - (ч) – чемпион на начало матча | |                                                                               |         |

### Матч «Королевская битва»
Рестлеры выходили каждые 2 минут
| Рестлер | Рестлер              | Кем выбит | Кем выбит                    | Время |
| ------- | -------------------- | --------- | ---------------------------- | ----- |
| 1       | Рикиши               | 6         | Гробовщиком                  | 13:38 |
| 2       | Голдаст              | 4         | Гробовщиком                  | 13:00 |
| 3       | Большой Босс         | 1         | Рикиши                       | 3:24  |
| 4       | Брэдшоу              | 3         | Билли Ганном                 | 7:26  |
| 5       | Лэнс Шторм           | 2         | Алом Сноу                    | 4:57  |
| 6       | Эл Сноу              | 5         | Гробовщиком                  | 5:18  |
| 7       | Билли                | 7         | Гробовщиком                  | 3:44  |
| 8       | Гробовщик            | 10        | Мэйвеном                     | 8:12  |
| 9       | Мэтт Харди           | 9         | Гробовщиком                  | 4:34  |
| 10      | Джефф Харди          | 8         | Гробовщиком                  | 1:43  |
| 11      | Мэйвен               | 11        | Гробовщиком (нелегально)     | 4:01  |
| 12      | Скотти 2 Хотти       | 15        | Даймондом Далласом Пэйджом   | 6:17  |
| 13      | Кристиан             | 16        | Стивом Остином               | 15:05 |
| 14      | Даймонд Даллас Пэйдж | 12        | Кристиан                     | 6:04  |
| 15      | Чак                  | 17        | Стивом Остином               | 11:07 |
| 16      | Папочка              | 14        | Кристианом и Чаком Паломбо   | 5:49  |
| 17      | Альберт              | 13        | Кристианом и Чаком Паломбо   | 2:20  |
| 18      | Перри Сатурн         | 18        | Стивом Остином               | 4:30  |
| 19      | Стив Остин           | 27        | Куртом Энглом                | 28:54 |
| 20      | Вэл Венис            | 19        | Стивом Остином               | 3:45  |
| 21      | Тест                 | 20        | Стивом Остином               | 1:53  |
| 22      | Трипл Эйч            | -         | ПОБЕДИТЕЛЬ                   | 25:57 |
| 23      | Ураган               | 21        | Трипл Эйчем и Стивом Остином | 1:00  |
| 24      | Фарук                | 22        | Стивом Остином               | 0:43  |
| 25      | Мистер Перфект       | 28        | Трипл Эйчем                  | 16:26 |
| 26      | Курт Энгл            | 29        | Трипл Эйчем                  | 16:52 |
| 27      | Биг Шоу              | 23        | Каином                       | 3:24  |
| 28      | Каин                 | 24        | Куртом Энглом                | 1:37  |
| 29      | Роб Ван Дам          | 25        | Букером Ти                   | 2:40  |
| 30      | Букер Ти             | 26        | Стивом Остином               | 1:08  |

## Остальные
| Комментаторы - Джерри «Король» Лоулер - Джим Росс Испанские комментаторы - Карлос Кабрера - Хьюго Савинович Судьи - Майк Киода - Джек Доан - Брайан Хебнер - Эрл Хебнер - Джим Кордерас - Теодор Лонг - Ник Патрик - Чарльз Робинсон - Тим Уайт | Интервьюеры - Джонатан Коачмэн - Майкл Коул - Лилиан Гарсия Так же - Шон Майклз - Говард Финкель - Стефани Макмэн |